# Galust Petrossian
Galust Petrossian (arménien : Գալուստ Պետրոսյան) (né le 5 septembre 1981 à Erevan en RSS d'Arménie) est un joueur international de football arménien, qui joue au poste d'attaquant.
Il est surtout connu pour avoir terminé meilleur buteur du championnat d'Arménie lors de la saison 2004 (à égalité avec son coéquipier Edgar Manucharian) avec 21 buts alors qu'il évoluait pour le club du FC Pyunik Erevan.